# كايشو يامازاكي
كايشو يامازاكي (باليابانية: 山﨑海秀) هو لاعب كرة قدم ياباني في مركز الدفاع، ولد في 1997 في آيتشي في اليابان. لعب مع نادي ألبيريكس نيغاتا.

## وصلات خارجية
- كايشو يامازاكي على موقع قاعدة بيانات كرة القدم.إي يو (الإنجليزية)
- كايشو يامازاكي على موقع Soccerway.com (الإنجليزية)